# Open Sud de France 2016 - Qualificazioni singolare
Le qualificazioni del singolare  dell'Open Sud de France 2016 sono state un torneo di tennis preliminare per accedere alla fase finale della manifestazione. I vincitori dell'ultimo turno sono entrati di diritto nel tabellone principale. In caso di ritiro di uno o più giocatori aventi diritto a questi sono subentrati i lucky loser, ossia i giocatori che hanno perso nell'ultimo turno ma che avevano una classifica più alta rispetto agli altri partecipanti che avevano comunque perso nel turno finale.

## Teste di serie
1. Édouard Roger-Vasselin (qualificato)
2. Kimmer Coppejans (ultimo turno)
3. Dustin Brown (qualificato)
4. Elias Ymer (qualificato)

1. Adam Pavlásek (primo turno)
2. Igor Sijsling (ultimo turno)
3. Karen Chačanov (ultimo turno)
4. Kenny de Schepper (qualificato)

## Qualificati
1. Édouard Roger-Vasselin
2. Kenny de Schepper

1. Dustin Brown
2. Elias Ymer

## Tabellone

### Legenda
| - Q = Qualificato - WC = Wild card - LL = Lucky loser | - ALT = Alternate - SE = Special Exempt - PR = Protected Ranking | - w/o = Walkover - r = Ritirato - d = Squalificato |

### Sezione 1
|  | Primo turno | Primo turno            | Primo turno            | Primo turno | Primo turno |  |  | Ultimo turno | Ultimo turno           | Ultimo turno | Ultimo turno | Ultimo turno |  |
|  |             |                        |                        |             |             |  |  |              |                        |              |              |              |  |
|  | 1           | Édouard Roger-Vasselin | Édouard Roger-Vasselin | 6           | 6           |  |  |              |                        |              |              |              |  |
|  |             | Andrea Arnaboldi       | Andrea Arnaboldi       | 2           | 4           |  |  | 1            | Édouard Roger-Vasselin | 7            | 3            | 6            |  |
|  |             | Aleksandr Kudrjavcev   | Aleksandr Kudrjavcev   | 2           | 3           |  |  | 6            | Igor Sijsling          | 5            | 6            | 3            |  |
|  | 6           | Igor Sijsling          | Igor Sijsling          | 6           | 6           |  |  |              |                        |              |              |              |  |

### Sezione 2
|  | Primo turno | Primo turno       | Primo turno      | Primo turno | Primo turno |  |  | Ultimo turno | Ultimo turno      | Ultimo turno      | Ultimo turno | Ultimo turno |  |
|  |             |                   |                  |             |             |  |  |              |                   |                   |              |              |  |
|  | 2           | Kimmer Coppejans  | Kimmer Coppejans | 7           | 7           |  |  |              |                   |                   |              |              |  |
|  |             | Jahor Herasimaŭ   | Jahor Herasimaŭ  | 5           | 5           |  |  | 2            | Kimmer Coppejans  | Kimmer Coppejans  | 3            | 3            |  |
|  | WC          | Tristan Lamasine  | 6                | 4           | 3           |  |  | 8            | Kenny de Schepper | Kenny de Schepper | 6            | 6            |  |
|  | 8           | Kenny de Schepper | 3                | 6           | 6           |  |  |              |                   |                   |              |              |  |

### Sezione 3
|  | Primo turno | Primo turno   | Primo turno   | Primo turno | Primo turno |  |  | Ultimo turno | Ultimo turno | Ultimo turno | Ultimo turno | Ultimo turno |  |
|  |             |               |               |             |             |  |  |              |              |              |              |              |  |
|  | 3           | Dustin Brown  | 3             | 7           | 6           |  |  |              |              |              |              |              |  |
|  |             | Miša Zverev   | 6             | 65          | 4           |  |  | 3            | Dustin Brown | 1            | 6            | 6            |  |
|  |             | David Guez    | David Guez    | 7           | 6           |  |  |              | David Guez   | 6            | 2            | 1            |  |
|  | 5           | Adam Pavlásek | Adam Pavlásek | 5           | 3           |  |  |              |              |              |              |              |  |

### Sezione 4
|  | Primo turno | Primo turno    | Primo turno    | Primo turno | Primo turno |  |  | Ultimo turno | Ultimo turno   | Ultimo turno | Ultimo turno | Ultimo turno |  |
|  |             |                |                |             |             |  |  |              |                |              |              |              |  |
|  | 4           | Elias Ymer     | Elias Ymer     | 6           | 6           |  |  |              |                |              |              |              |  |
|  | WC          | Maxime Janvier | Maxime Janvier | 3           | 3           |  |  | 4            | Elias Ymer     | 4            | 6            | 6            |  |
|  |             | Vincent Millot | 64             | 6           | 4           |  |  | 7            | Karen Chačanov | 6            | 4            | 2            |  |
|  | 7           | Karen Chačanov | 7              | 4           | 6           |  |  |              |                |              |              |              |  |